# 劉潔
劉 潔（りゅう けつ、生年不詳 - 444年）は、北魏の軍人・政治家。本貫は長楽郡信都県。

## 経歴
楽陵郡太守・信都男の劉提の子として生まれた。膂力が強く才智多く、たびたび征討に従って功績があり、爵位を会稽公に進めた。永興5年（413年）、河西胡の張外や建興の王紹らが仲間を集めて反乱を起こすと、劉潔は永安侯魏勤とともに兵3000人を率いて、西河に駐屯してこれを鎮圧した。さらに魏勤や功労将軍元屈らとともに吐京胡の反乱軍を討った。ときに離石胡が赫連勃勃の外援となって騎兵を率い、山嶺をさえぎって劉潔を迎え撃った。劉潔は馬を失い、山に登って奮戦したが、矢と刃とともに尽き、離石胡に捕らえられ、赫連勃勃のもとに送られた。劉潔は赫連勃勃の前でも落ち着いて泰然としていたため、赫連勃勃はこれに感心して劉潔の一命を許した。後に劉潔は北魏に帰国して、東部の事務をつかさどった。
泰常7年（422年）、明元帝が病の床につき、泰平王拓跋燾が監国となると、劉潔は古弼らとともに東宮の選侍をつとめ、国政の重要事と向き合い、国政の各分野にわたって上奏した。泰常8年（423年）、太武帝（拓跋燾）が即位すると、劉潔は反乱を報告し、また直言を献じた。その言上の内容が実情に合っており、その幹部としての働きを珍しがられて、大任を委ねられるようになった。劉潔の提議は軍国のことに及び、朝臣たちはみな劉潔の才能を推薦した。このため劉潔は尚書令に抜擢され、鉅鹿公に改封された。
始光元年（424年）、太武帝が柔然の大檀を雲中で破ると、劉潔は「大檀は大軍を恃んでいるため、ひとたび敗れて北に逃れたといえども、おそらくは敗北に懲りず、再び敵対してくるでしょう。収穫を終えた時機に、再び大挙して遠征軍を起こし、軍を2道に分けて東西に並進させて、大檀を討つようお願いします」と太武帝に言上した。太武帝はその意見に賛同した。後に征討の会議がおこなわれると、劉潔は意見を変えて、先に北燕の馮跋を平定するよう言上したところ、太武帝は聞き入れなかった。
神䴥2年（429年）、勅勒の新附民が北魏の将軍や官吏たちの侵奪を受けたため、このことを恨んで、牛や馬に草を食わせることを口実に、漠北に赴こうとした。劉潔は尚書左僕射の安原とともに「黄河の氷が解けないうちに、勅勒たちを河西に移してしまいましょう。そうすれば氷が解けた後、北に逃れることができません」と上奏した。太武帝は「そうではない。かれらの習俗は、放任されて久しい。園中の鹿に似て、急がせば衝突するし、緩めれば落ち着くものだ。わざわざ移して煩わすものではない」といった。劉潔らが自策に固執したため、太武帝は勅勒の3万戸あまりを河西に分徙し、西は白塩池までに住まわせることを許可した。勅勒たちは驚いて、河西の中に自分たちを囲い込んで殺してしまおうとしているに違いないと考え、西方の涼州に逃れようとした。劉潔は侍中の古弼とともに五原の黄河の北に駐屯し、左僕射の安原は悦抜城の北に駐屯し、勅勒たちの動きに備えた。神䴥3年（430年）、勅勒の数千騎が北に逃れると、劉潔はこれを追討した。逃げた勅勒たちの食糧が尽き、相枕して死んだ。
太延2年（436年）、劉潔は楽平王拓跋丕とともに諸軍を率いて仇池の楊難当の拠る上邽を討った。劉潔の軍が啓陽に到着すると、人民たちは競って牛や酒を献上した。劉潔が上邽に到着すると、北魏の諸将たちが仇池の将軍たちを斬って王威を示そうとしたが、劉潔は許可しなかった。劉潔は秦隴の地方を慰撫して、わずかばかりも略奪することなく、人々は安心して生業につくことができた。太武帝は隴右の騎兵たちを徴発して東方の高句麗を討とうとした。劉潔はこれに反対し、太武帝はその進言を聞き入れた。
太延5年（439年）、太武帝が北涼を討つと、劉潔はその先鋒をつとめた。沮渠牧犍の弟の沮渠董来が1万人あまりを率いて城南で抗戦した。劉潔は卜者の言を信じて、時機が合わないとして、鼓を撃って陣を退いた。このため後軍が進まず、沮渠董来は入城できた。太武帝はひそかにこれを嫌った。後に劉潔は建寧王拓跋崇とともに諸軍を率いて、三城の胡の中から兵6000を引き抜き、姑臧を守ろうとした。胡は命に従わず、1000人あまりが叛き去った。劉潔は建寧王拓跋崇とともに胡を討ち、男女数千人を捕虜にした。
太平真君4年（443年）、太武帝は柔然を討とうと議論を起こしたが、劉潔はその征討に反対した。太武帝は崔浩の意見を容れて柔然征討の軍を起こした。軍を出立させると、諸将と鹿渾谷で合流する予定であった。しかし劉潔は自策が用いられなかったことを恨んで、諸将をさまたげようと、詔と偽って合流する期日を改め、このため諸将はやってこなかった。ときに鹿渾谷の柔然の兵が大混乱していたので、皇太子拓跋晃がこれを攻撃しようとしたが、劉潔は柔然の軍が多勢であるといって諫め、許さなかった。北魏の諸将は鹿渾谷に6日留まって、進まなかった。柔然の軍はすでに遠くに逃げ、魏軍が石水まで追撃したが、及ばずして帰還した。魏軍は砂漠の中に宿営し、食糧が尽きて、兵士の多くが死んだ。劉潔は軍を捨てて太武帝に帰還するように勧めたが、太武帝は聞き入れなかった。劉潔は遠征に功がなかったことを、崔浩の罪に帰する上奏をおこなった。太武帝は期日に遅れた諸将の罪とし、崔浩の罪を問わなかった。崔浩は劉潔が詔を偽ったと上奏し、事実は発覚した。太武帝が五原にいたると、劉潔は収監された。
太武帝の遠征に先立って、劉潔は「もし軍が出征して功なく、皇帝の車駕が帰らないことがあれば、わたしは楽平王拓跋丕を立てるべきだろう」と親しい人にいっていた。また劉潔は右丞の張嵩に図讖を求めさせて、「劉氏が王に応じ、国家の後を継がせれば、わたしは名姓を審らかにできようか」と訊ねた。張嵩は「姓はあるが、名はない」と答えた。事件が糾明され、張嵩の家が捜索されると、図讖の書が押収された。劉潔は南康公狄隣や張嵩らとともに、三族皆殺しとなり、その罪に連座した死者は100人あまりにのぼった。

## 伝記資料
- 『魏書』巻28 列伝第16
- 『北史』巻25 列伝第13